# Rhymbocarpus
Rhymbocarpus is een geslacht van korstmossen dat behoort tot de familie Cordieritidaceae van de ascomyceten. De typesoort is Rhymbocarpus punctiformis.

## Soorten
Volgens Index Fungorum telt het geslacht elf soorten (peildatum februari 2022):
| Soortnaam                 | Auteur(s)                                              | Publicatiejaar |
| ------------------------- | ------------------------------------------------------ | -------------- |
| Rhymbocarpus aggregatus   | Etayo & Diederich                                      | 2011           |
| Rhymbocarpus boomii       | Etayo & Diederich                                      | 2000           |
| Rhymbocarpus cruciatus    | (Sherwood, D. Hawksw. & Coppins) Etayo & Diederich     | 2000           |
| Rhymbocarpus ericetorum   | (Flot. ex Körb.) Etayo, Diederich & Ertz               | 2010           |
| Rhymbocarpus geographici  | (J. Steiner) Vouaux                                    | 1913           |
| Rhymbocarpus makarovae    | Diederich & Etayo                                      | 2000           |
| Rhymbocarpus neglectus    | (Vain.) Diederich & Etayo                              | 2000           |
| Rhymbocarpus pertusariae  | Diederich, Zhurb. & Etayo                              | 2000           |
| Rhymbocarpus pubescens    | (Etayo & Diederich) Diederich & Etayo                  | 2000           |
| Rhymbocarpus punctiformis | Zopf                                                   | 1896           |
| Rhymbocarpus roccellae    | (Etayo, Paz-Berm. & Diederich) Etayo, Diederich & Ertz | 2010           |